# گروتون، سافک
گروتون (به انگلیسی: Groton) یک روستا در بریتانیا است که در Groton واقع شده‌است. گروتون ۲۸۸ نفر جمعیت دارد.